# اوستیای متحد
اوستیای متحد (آسی: Иугонд Ир) یک حزب سیاسی در اوستیای جنوبی است. در انتخابات پارلمان اوستیای جنوبی در سال ۲۰۱۴ آن‌ها با داشتن ۲۰تا از ۳۴ جایگاه اکثریت جایگاه‌ها را در پارلمان اوستیای جنوبی داشتند.این حزب توسط آناتولی بی بیوف رهبری می‌شود.